# Пескара (трасса)
Трасса Пескара — трасса рядом с итальянским городом Пескара на адриатическом побережье, проложенная по дорогам общего пользования. На этой трассе был проведён Гран-при Пескары 1957 года, вошедший в историю Формулы-1 как Гран-при с самым длинным кругом трассы (25 579 м).
Также на этой трассе в 1924—1961 годах проводился Гран-при под названием Coppa Acerbo, который можно считать Гран-при Пескары, не входящим в официальный чемпионат Формулы-1. После 1961 года гонки были прекращены из-за соображений безопасности.

## Конфигурация
Итальянский город Пескара лежит на побережье Адриатического моря, к югу от популярного курорта Римини. Трасса представляла собой 26-километровый «треугольник», одна сторона которого проходила по улицам города вдоль побережья, вторая — невероятно извилистая и закрученная — уходила в горы, минуя по пути маленькие деревушки, и третья шла мимо частных одноэтажных домиков и была прямая, как стрела. Именно там, на участке, прозванном «летучий километр», гонщики развивали наибольшие скорости. В 1934 году в во время дождевого заезда на этом отрезке автодрома погиб Ги Молл.
Самая длинная трасса в истории Формулы 1 отличалась крайне низким уровнем безопасности и невероятным — более 200 тысяч человек — количеством болельщиков.

## Победитель Гран-при
| Сезон | # | Пилот         | Конструктор | Отчёт |
| ----- | - | ------------- | ----------- | ----- |
| 1957  | 1 | Стирлинг Мосс | Vanwall     | Отчёт |